# Harnischia biwacurtus
Harnischia biwacurtus är en tvåvingeart som beskrevs av Kawai, Okamoto och Imabayashi 2002. Harnischia biwacurtus ingår i släktet Harnischia och familjen fjädermyggor. Inga underarter finns listade i Catalogue of Life.